# École d'ingénieurs de Purpan
La École d'ingénieurs de Purpan (también conocida como EI Purpan) es una escuela de ingenieros de Francia. 
Está ubicado en Toulouse, campus Universidad Federal de Toulouse Midi-Pyrénées. También es miembro de la conferencia de grandes écoles. Forma principalmente ingenieros de muy alto nivel, destinados principalmente para el empleo en las empresas.

## Diplomado Purpan
- Master Ingénieur Purpan
- Título de grado
- Maestría

## Tesis doctoralPurpan
Laboratorio y Doctorados de investigación
- Ciencias de la Vida,
- Agricultura,
- Agroindustria,
- Mercadotecnia,
- Gestión

## Antiguos alumnos célebres
- Yannick Jauzion, exjugador francés de rugby[3]